# Isen (Fluss)
Die Isen ist ein linker Zufluss des Inns im Südosten Oberbayerns mit einer Länge von rund 81 Kilometern. Nach ihr sind die Landschaftsregion Isengau sowie das Untere/Obere Isen-Sempt-Hügelland benannt.

## Name
Ihren Namen hat die Isen vom indogermanischen Wort eis, was „sich heftig und schnell bewegen“ bedeutet. Alternative Etymologien leiten den Namen vom indogermanischen *Isənā „die Antreibende“ zurück. Der Name hat sich auf das Kloster Isen und die Marktgemeinde Isen übertragen.

## Verlauf

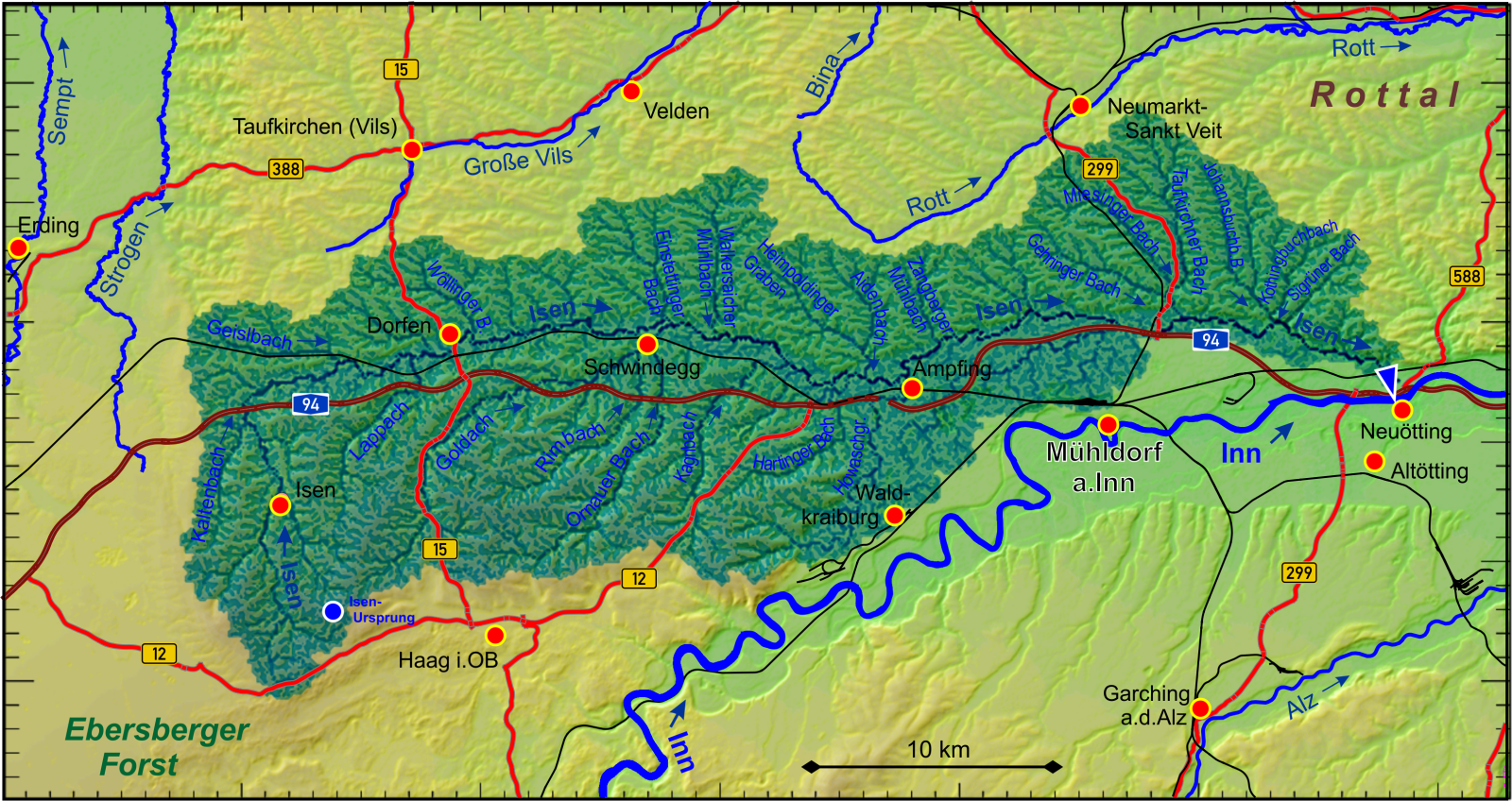
Einzugsgebiet der Isen

Die Isen entspringt beim Dorf Lacken der Gemeinde Maitenbeth im Landkreis Mühldorf am Inn. Das Isental durchzieht die weitgehend naturbelassene Landschaft Altbayerns. 
Im Landkreis Mühldorf ans Licht getreten, durchfließt das Isenwasser zunächst im Landkreis Erding die Gemeinden Isen, Lengdorf und Dorfen, um dann wieder durch den Landkreis Mühldorf zu fließen (Schwindegg, Ampfing, Mettenheim, Mühldorf am Inn und Erharting). Schließlich mündet sie im Landkreis Altötting (Gemeinde Winhöring) am nördlichen Innufer Neuöttings in den Inn.
Das Tal lässt sich etwa wie folgt einteilen:
- Das obere Tal von der Quelle bis Esterndorf/Kopfsburg
- Das mittlere Tal von Esterndorf/Kopfsburg bis Wörth
- Das untere Tal von Wörth bis zur Mündung

## Zuflüsse

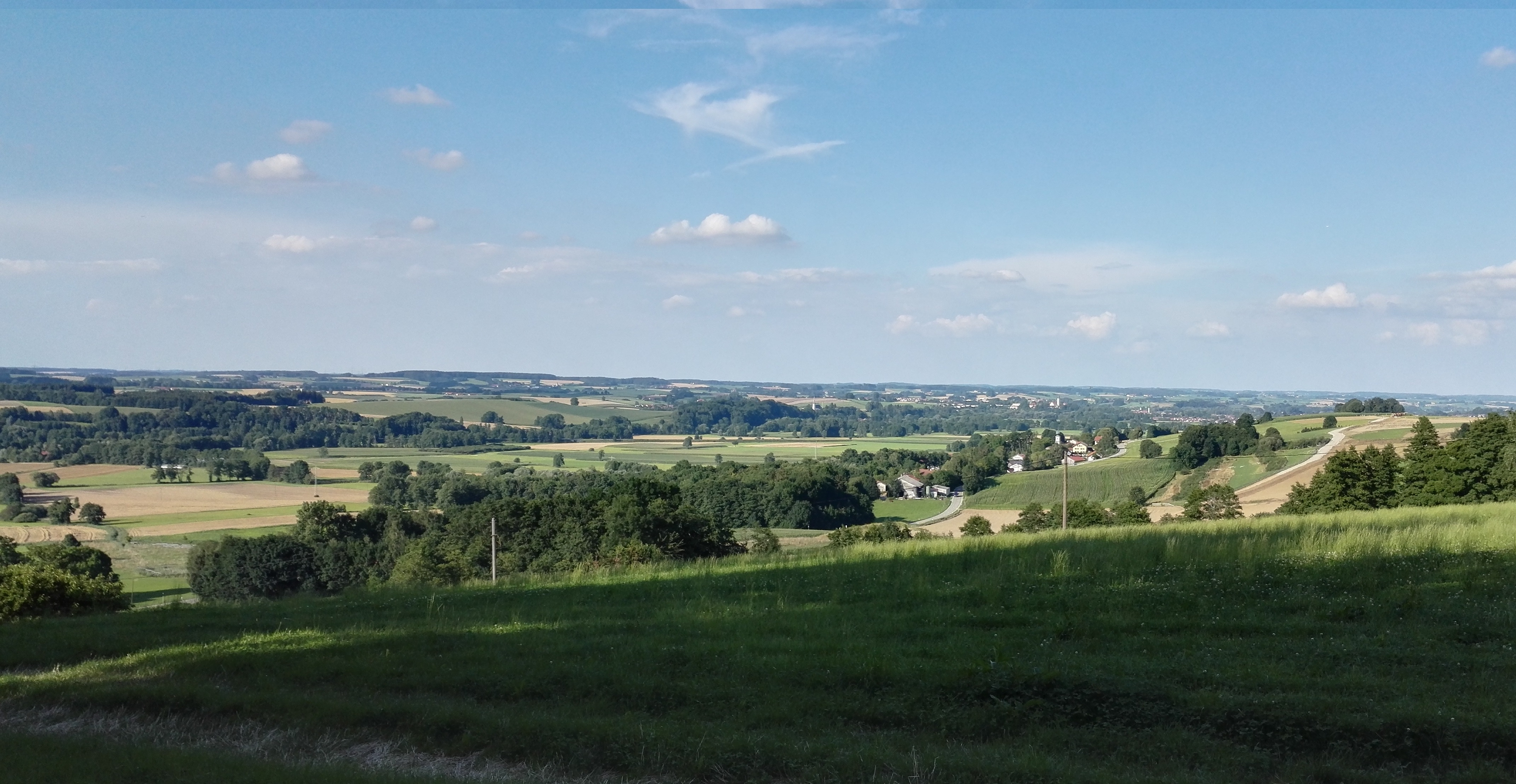
Blick ins Isental von Badberg aus nach Nordosten

Das Isental östlich von Dorfen

Liste von der Quelle zur Mündung; Auswahl, auch mit indirekten Zuflüssen über Auengräben neben der Isen und Teilungsarme von ihr.
Ursprung der Isen auf etwa 626 m ü. NHN am Waldrand nördlich von Maitenbeth-Lacken.
- Fahrnbach, von links und Südwesten auf etwa 552 m ü. NHN nach Isen-Weiher, ca. 3,1 km und ca. 3,4 km². Entsteht auf etwa 609 m ü. NHN am Waldrand südöstlich von Isen-Mittbach.
- Mittbach, von links und Westsüdwesten auf etwa 546 m ü. NHN nach der Schrollenmühle von Isen, ca. 2,5 km und ca. 1,5 km². Entsteht auf etwa 609 m ü. NHN zwischen Mittbach und Isen-Kemating.
- Loipfinger Bach, von links und Südsüdwesten auf etwa 518 m ü. NHN gegenüber Isen-Kay, ca. 4,2 km und ca. 6,6 km². Entsteht auf etwa 616 m ü. NHN bei Isen-Reit.
- Schinderbach, von rechts und Südsüdosten auf etwa 496 m ü. NHN in Isen, ca. 6,6 km mit linkem Oberlauf Ambach und ca. 13,3 km². Der Ambach entsteht auf etwa 625 m ü. NHN südöstlich von Angersbach im Schauppinger Wald.
- Göttenbach, von rechts und Osten auf etwa 479 m ü. NHN gegenüber Lengdorf-Penzing, ca. 3,1 km und ca. 6,3 km². Entsteht auf etwa 546 m ü. NHN nördlich von Lengdorf-Harnisch im Kopfsburger Holz.
- Kaltenbach, von links und Südsüdwesten auf etwa 476 m ü. NHN bei Lengdorf-Weg, 6,8 km und 11,0 km². Entsteht auf etwa 557 m ü. NHN nordöstlich von Buch am Buchrain-Oberbuch in den Tadinger Hölzern.
- Mehnbach, von links und Westen auf etwa 466 m ü. NHN in den linken Zweig Mühlbach in Lengdorf, ca. 4,2 km und ca. 4,8 km². Entsteht auf etwa 522 m ü. NHN bei Lengdorf-Mairhof.
- Geislbach, von links und Westen auf etwa 452 m ü. NHN bei Dorfen-Esterndorf, 8,2 km und 14 km². Entsteht auf etwa 510 m ü. NHN bei Walpertskirchen-Kuglern.
- Lappach, von rechts und Südsüdwesten auf etwa 442 m ü. NHN bei Dorfen-Breitwieser, 11,8 km (mit Oberlauf Kohlgraben) und 21,1 km². Der Kohlgraben entsteht auf etwa 595 m ü. NHN südlich von St. Wolfgang-Strell im Wald Tann.
- Seebach, von links und Westnordwesten auf etwa 441 m ü. NHN in den linken Mühlkanal der Dorfener Obermühle, ca. 4,9 km und ca. 7,9 km². Entsteht auf etwa 493 m ü. NHN bei Dorfen-Rogglfing.
In Dorfen geht die Alte Isen nach rechts ab und setzt sich weiter abwärts im Isenflutkanal fort.
- Wöllinger Bach, von links und Westnordwesten auf etwa 436 m ü. NHN zwischen Dorfen und der Mehlmühle, 6,6 km (mit dem Oberlauf Holzmannbach) und 14,1 km². Entsteht auf etwa 484 m ü. NHN im Unterholz westlich von Dorfen-Holzmann.
- Katzbacher Bachl, von links und Norden auf etwa 434 m ü. NHN nach Dorfen-Loipfering, ca. 3,1 km und ca. 3,0 km². Entsteht auf etwa 481 m ü. NHN bei Dorfen-Statt.
Nach der folgenden Kirchstettner Mühle von Dorfen läuft der Isenflutkanal zurück.
- Krahammer Bachl, von links und Nordwesten auf etwa 431 m ü. NHN vor Dorfen-Wasentegernbach, ca. 2,0 km und ca. 1,6 km². Entsteht auf etwa 459 m ü. NHN nordwestlich von Dorfen-Kraham.
- Mooskanal, von rechts und Westen auf etwa 430 m ü. NHN in Dorfen-Wasentegernbach, ca. 3,5 km und ca. 4,5 km². Entsteht auf etwa 436 m ü. NHN am Birkenhof am Ostrand von Dorfen neben der Alten Isen. Auengraben.
- Baderbächlein, von links und Nordwesten auf etwa 430 m ü. NHN an der Kläranlage vor der Dorfener Wöhrmühle, ca. 3,5 km und ca. 5,2 km². Entsteht auf etwa 456 m ü. NHN bei Dorfen-Urtlfing.
- Goldach, von rechts und Südwesten auf etwa 425 m ü. NHN gegenüber Schwindegg-Zurmühle, 23,1 km (mit Oberlauf Königswinkler Bach) und 97,8 km². Entsteht auf etwa 597 m ü. NHN bei Kirchdorf-Holzhäusl.
- Kothbach, von links und Nordwesten auf etwa 424 m ü. NHN bei Schwindegg-Loinbruck, ca. 2,1 km und ca. 3,4 km². Entsteht auf etwa 440 m ü. NHN bei Dorfen-Bichl.
- Einstettinger Bach, von links und Norden auf etwa 424 m ü. NHN bei Schwindegg-Gumpenbau, 4,9 km (mit Oberlauf Erlbach) und 13,9 km². Entsteht auf etwa 461 m ü. NHN bei Buchbach-Bilberg.
- Walkersaicher Mühlbach, von links und Norden auf etwa 422 m ü. NHN bei Schwindegg-Walkersaich, 7,4 km (mit Abschnitssnamensfolge Kiepfer Bach → Klapferbach → Walkersaicher Mühlbach) und 20,8 km². Entsteht auf etwa 485 m ü. NHN bei Wurmsham-Schmidreit.
- Mooskanal, von rechts und Westen auf etwa 421 m ü. NHN bei Rattenkirchen-Ziegelsham, ca. 3,9 km (mit Oberlauf Augraben) und ca. 4,9 km². Entsteht auf etwa 426 m ü. NHN bei Obertaufkirchen-Wies an der Gemeindegrenze zu Schwindegg.
- Kagenbach, teils auch Kagnbach, von rechts und Südsüdwesten auf etwa 421 m ü. NHN bei Rattenkirchen-Göppenham an der Nikolauskirche, 13,7 km und 24,9 km². Entsteht auf etwa 591 m ü. NHN im Wald nördlich von Gars am Inn-Biburg.
- Weidenbacher Bach, von rechts und Südwesten auf etwa 420 m ü. NHN nach der Isenmühle von Heldenstein, ca. 4,2 km und ca. 4,2 km². Entsteht auf etwa 467 m ü. NHN am Ortsrand von Rattenkirchen.
- Kirchbrunner Bach, von rechts und Südwesten auf etwa 419 m ü. NHN in den rechten Isen-Arm bei Heldenstein-Ornau, 3,2 km und 3,2 km². Entsteht auf etwa 459 m ü. NHN bei Rattenkirchen-Thalham.
- Hartinger Bach, von rechts und Südwesten auf etwa 418 m ü. NHN nach Durchqueren von Heldenstein gegenüber Ampfing-Eigelsberg, 9,6 km und 22,6 km². Entsteht auf etwa 533 m ü. NHN bei Rattenkirchen-Bürg im Gemeindeholz.
- Aidenbach, von links und Nordnordwesten auf etwa 416 m ü. NHN in den linken Isenarm vor Ampfing bei Peitzabruck, 6,0 km (länger mit dem vor dem Zusammenfluss ein größeres Teileinzugsgebiet entwässernden rechten Zufluss Stengerbach) und 24,8 km². Entsteht auf etwa 452 m ü. NHN bei Buchbach-Adlding.
- Howaschgraben, von rechts und Südwesten auf etwa 414 m ü. NHN in Ampfing, 14,1 km (mit Oberlauf Steinbach) und 28,1 km². Entsteht auf etwa 578 m ü. NHN bei Gars am Inn-Steinbach.
- Schandel, im Oberlauf Schandelgraben, Auengraben von links und Westsüdwesten auf etwa 403 m ü. NHN zum linken Arm der Isen vor der Ödmühle von Erharting, ca. 10,3 km und 31,6 km². Entsteht auf etwa 414 m ü. NHN am Flugplatz gegenüber Ampfing.
  - Moosgraben, Auengraben von links und Westsüdwesten auf etwa 410 m ü. NHN bei Zangberg-Weilkirchen, ca. 4,3 km und ca. 12,4 km². Entsteht auf etwa 416 m ü. NHN nahe der Aidenbach-Mündung gegenüber Peitzabruck.
    - Zangberger Mühlbach, von links und Norden auf etwa 412 m ü. NHN bei Zangberg-Moos, ca. 4,5 km (mit linkem Oberlauf Deißenbach und kurzem Unterlaufstück Mitterbach nach Zangberg) und ca. 9,4 km². Entsteht auf etwa 450 m ü. NHN bei Lohkirchen-Habersam.

  - Langensteghamer Graben, von links und Nordwesten auf etwa 406 m ü. NHN am Ende des Schandelgraben- und Beginn des Schandel-Abschnitts bei Mettenheim-Dingfurt, ca. 3,2 km und ca. 2,3 km². Entsteht auf etwa 448 m ü. NHN bei Zangberg-Landenham.
  - Geisbach, von links und Nordwesten auf etwa 405 m ü. NHN bei Mettenheim-Solling, ca. 6,5 km und ca. 12,1 km². Entsteht auf etwa 456 m ü. NHN bei Lohkirchen-Wotting.
- Schoßbach, von links und Norden auf etwa 395 m ü. NHN in Erharting, 9,1 km (mit Oberlauf Taufkirchner Bach) und 50,0 km². Entsteht auf etwa 441 m ü. NHN bei Niedertaufkirchen-Fränking.
- Heistinger Bach, von links und Nordnordwesten auf etwa 387 m ü. NHN vor Töging am Inn-Westerham, 7,8 km (mit rechtem Oberlauf Johannesbacher Bach) und 23,6 km². Entsteht auf etwa 466 m ü. NHN bei Pleiskirchen-Aign.
- Sigrüner Bach, von links und Nordosten auf etwa 386 m ü. NHN nach Westerham, ca. 3,8 km und ca. 6,6 km². Entsteht auf etwa 434 m ü. NHN bei Pleiskirchen-Sigrün.
- Watzinger Bach, von links und Norden auf etwa 373 m ü. NHN in Winhöring, ca. 1,8 km und ca. 2,2 km². Entsteht auf etwa 415 m ü. NHN bei Winhöring-Watzing.

Mündung der Isen von links und Westnordwesten auf 369 m ü. NHN in den Inn bei Winhöring-Kronberg und gegenüber Neuötting. Die Isen ist 81,0 km lang und hat ein Einzugsgebiet von 586,4 km².

## Sonstiges
Die Mündungsstelle in den Inn wurde im neunzehnten Jahrhundert im Zuge der Errichtung der Bahnstrecke München–Mühldorf–Simbach weiter nach Westen zwischen den Ortsteilen Kronberg und Unterau in der Gemeinde Winhöring verlegt. Die ursprüngliche Mündung befand sich zuvor auf Höhe der Ortschaft Kager. Noch heute weisen einige sumpfige Stellen in Äckern und Wiesen auf den früheren Lauf der Isen hin.
Das Isental mit seinen Nebentälern war früher reich an Schlössern (z. B. Kopfsburg, Zeilhofen, Steeg, Hofgiebing), von denen nur noch wenige, wie etwa Burgrain oder Schwindegg, erhalten geblieben sind. (→ Liste der Burgen, Schlösser und Edelsitze im Isental und Umgebung)
Das Isental mit Nebenflüssen ist ein FFH-Gebiet. Seit September 2019 überquert die Bundesautobahn 94 das Tal auf der 600 Meter langen Isentalbrücke. 
Die Gewässergüte der Isen wird als mäßig bis kritisch belastet angegeben.

Die Isen am Pegel in Engfurt

## Fernseh-Dokumentationen
- Die Isen. Fernsehreihe Topographie von Dieter Wieland. Bayerischer Rundfunk 1981.
- Mein Isental. Naturdokumentation von Jan Haft. Bayerisches Fernsehen 2007. 45 min.